# Golden Dragon

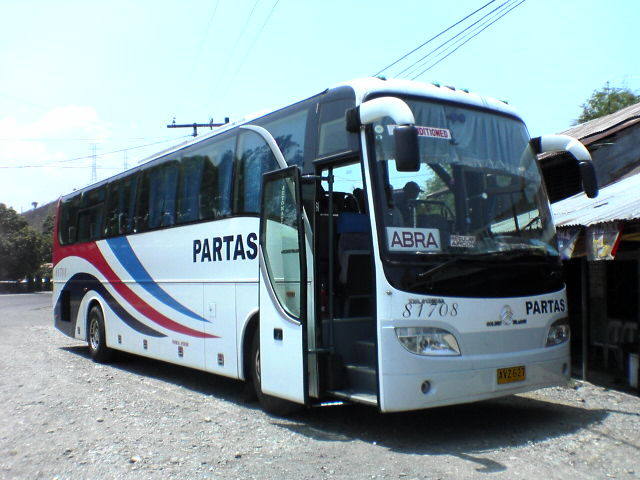
Un Golden Dragon XML6129E Grand Cruiser aux Philippines.

Xiamen Golden Dragon Bus Co. Ltd (en chinois : 金旅客车) est une coentreprise chinoise créée en 1992 dans le développement, la fabrication et la vente d'autobus et de vans de luxe de 5 à 18 mètres de long sous la marque "Golden Dragon". Il a la réputation d'être l'un des dix principaux fabricants et marques d'autobus en Chine. Ses bus ont été exportés dans près de quarante pays et régions d'Asie, du Moyen-Orient, d'Afrique, d'Amérique du Sud et l'entreprise exploite le marché européen. Il fait partie de King Long, l'un des plus grands fabricants de bus en Chine. L'entreprise a plagié le logo de Citroën.

## Véhicules

### Autobus urbains

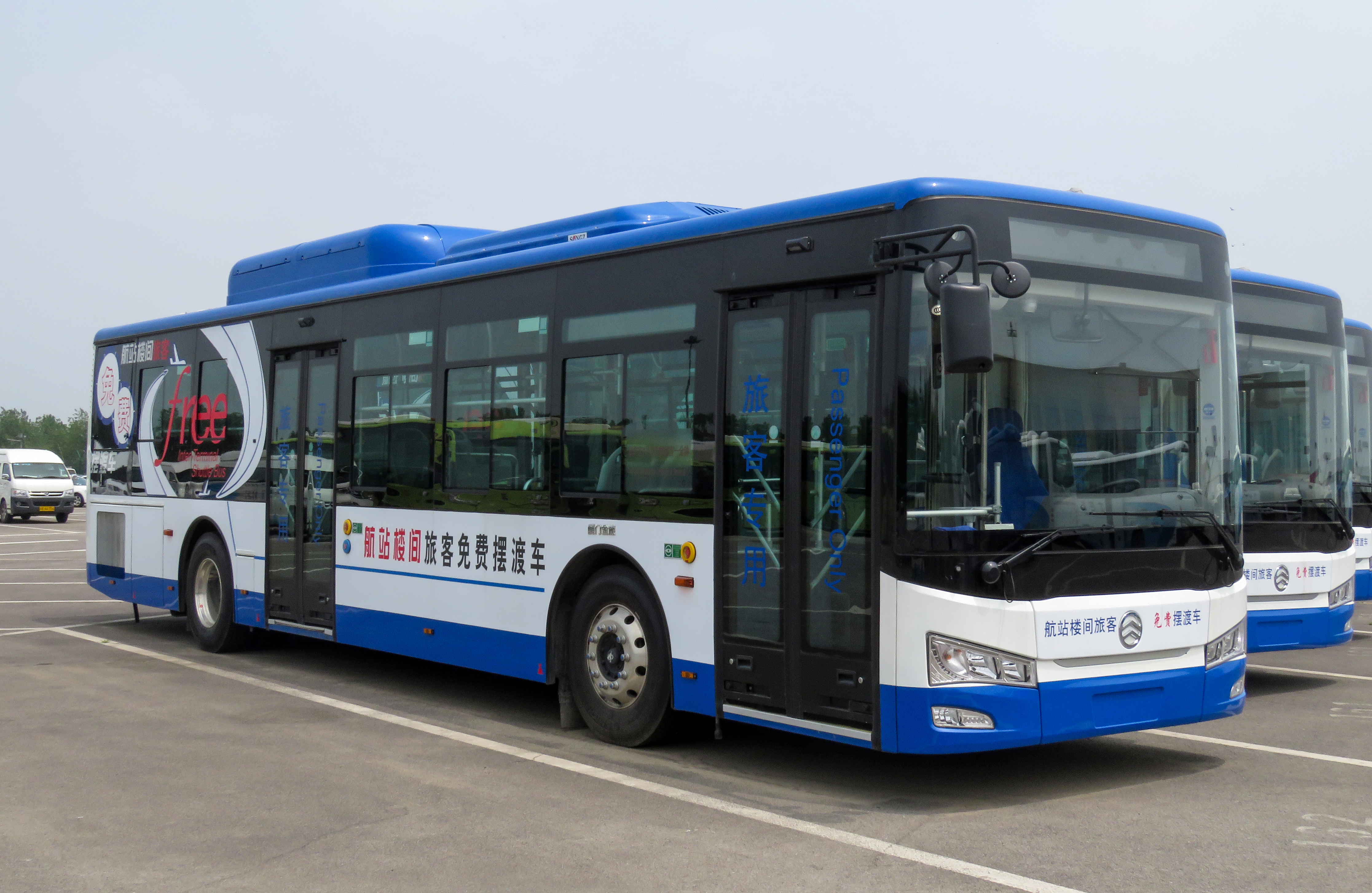
Golden Dragon XML6125JHEVG5CN1 (carrosserie Chuanliu) au Terminal 3 de l'aéroport International de Pékin.

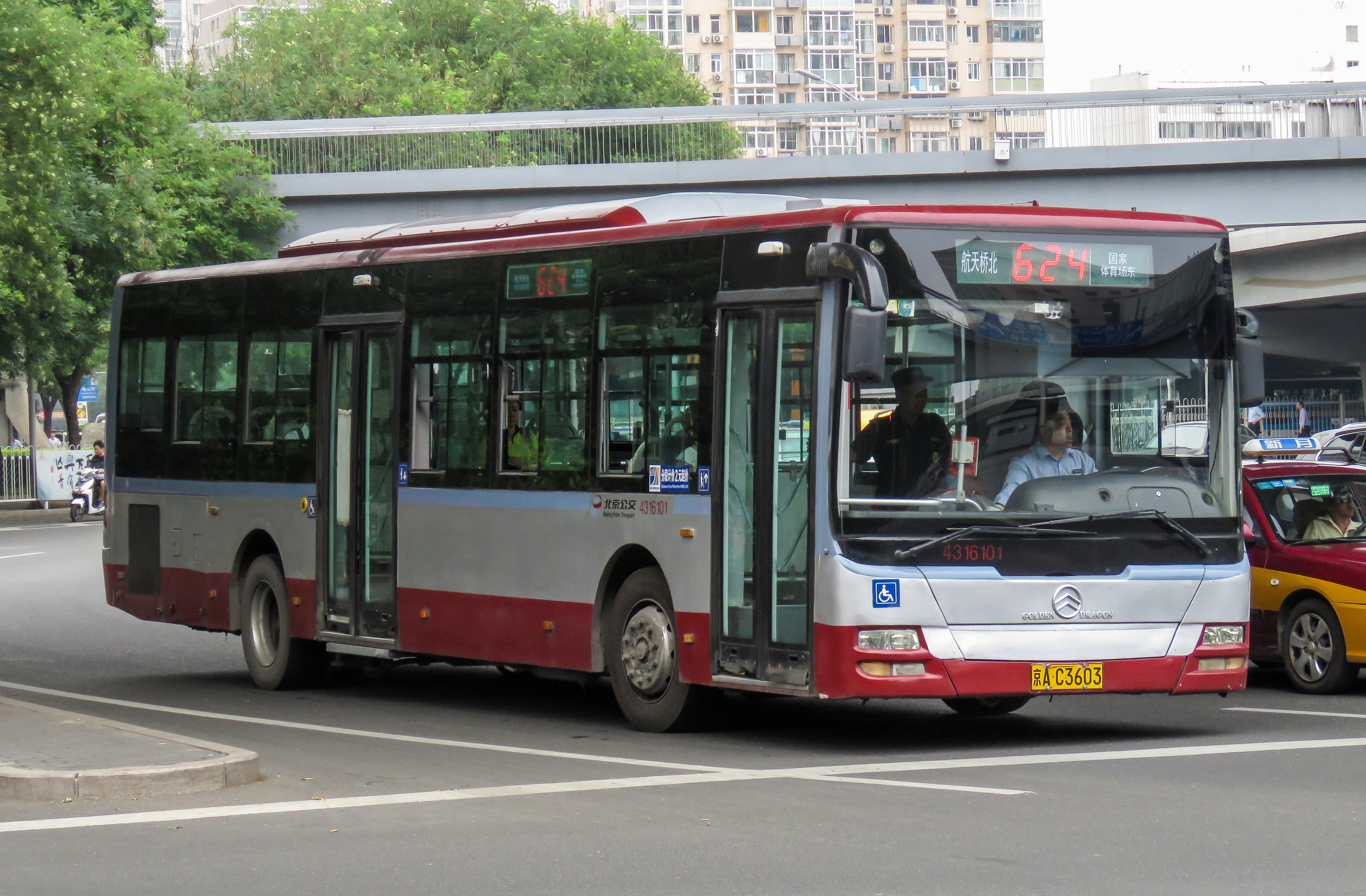
XML6125J93C dans le service de Beijing Bus.

- Golden Dragon XML6125CC
- Golden Dragon XML6125CLE
- Golden Dragon XML6115
- Golden Dragon XML6125
- Golden Dragon XML6125CR
- Golden Dragon XML6125CL
- Golden Dragon XML6155
- Golden Dragon XML6180J
- Golden Dragon XML6845
- Golden Dragon XML6925J13CN

#### Autocars
- XML6103 "Phoenix"
- XML6122 "Triumph"
- XML6126 "Superstar"
- XML6129E5G "Grand Cruiser"

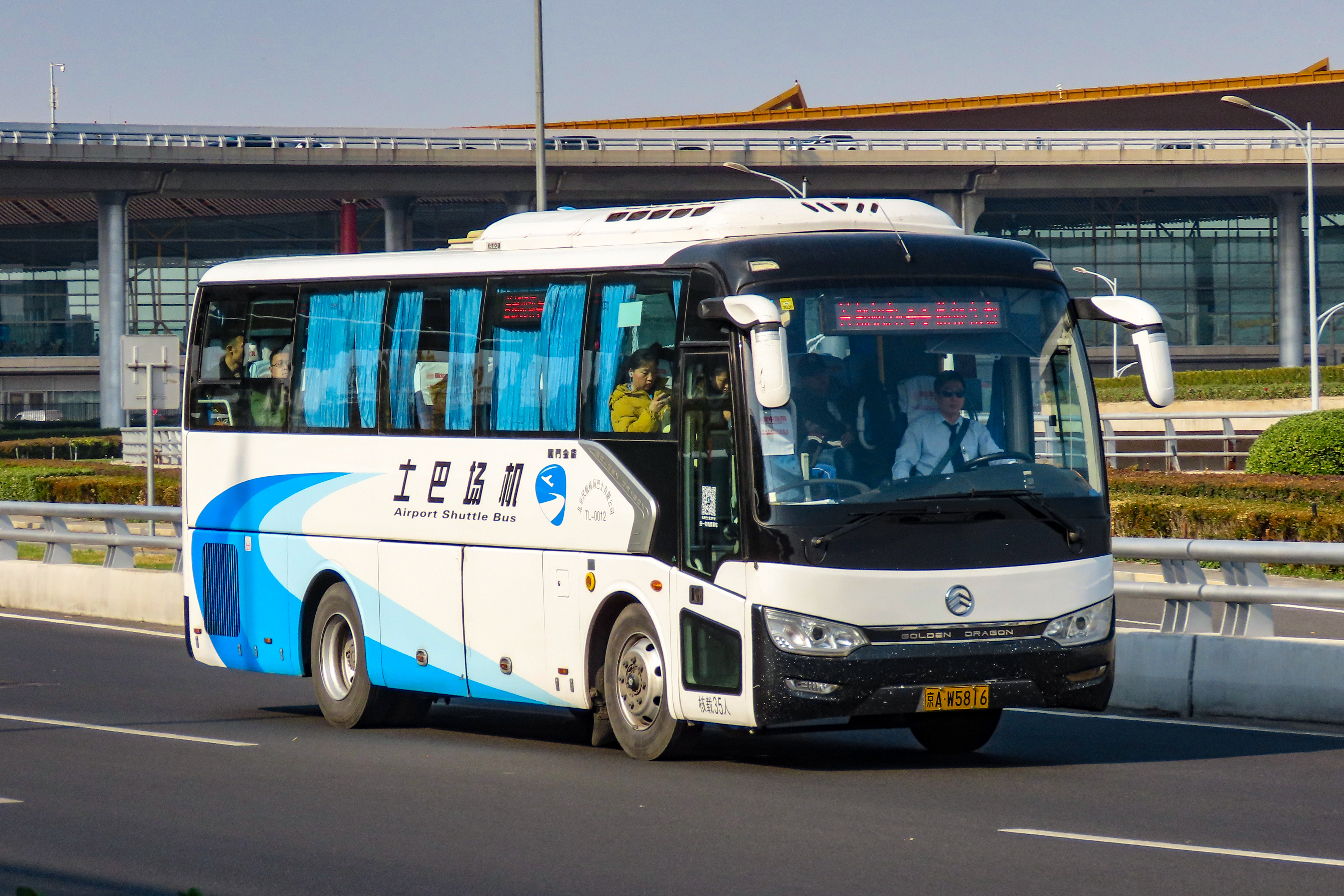
Golden Dragon Splendor quittant le terminal 3 de l'aéroport international de Pékin.

- XML6852 / XML6807J12 / XML6857J12 / XML6907J12 / XML6957J13 / XML6102 (exclusif pour PH Market) "Splendour"
- XML6125J23 "Explorater"
- XML6129J18 "Navigator"

### Autobus interurbains
- Golden Dragon XML6103J92
- Golden Dragon XML6121E51G
- Golden Dragon XML6127D52
- Golden Dragon XML6127D53

### Mini bus
- Golden Dragon XML6700
- Golden Dragon XML6807
- Golden Dragon XML6857

### Véhicules spéciaux
- Golden Dragon XML6723 Autobus scolaire
- Golden Dragon XML6901 Autobus scolaire
- Bus de police Golden Dragon XML6700
- Bus de police Golden Dragon XML6127
- Bus de commandement de la police Golden Dragon

### Vans

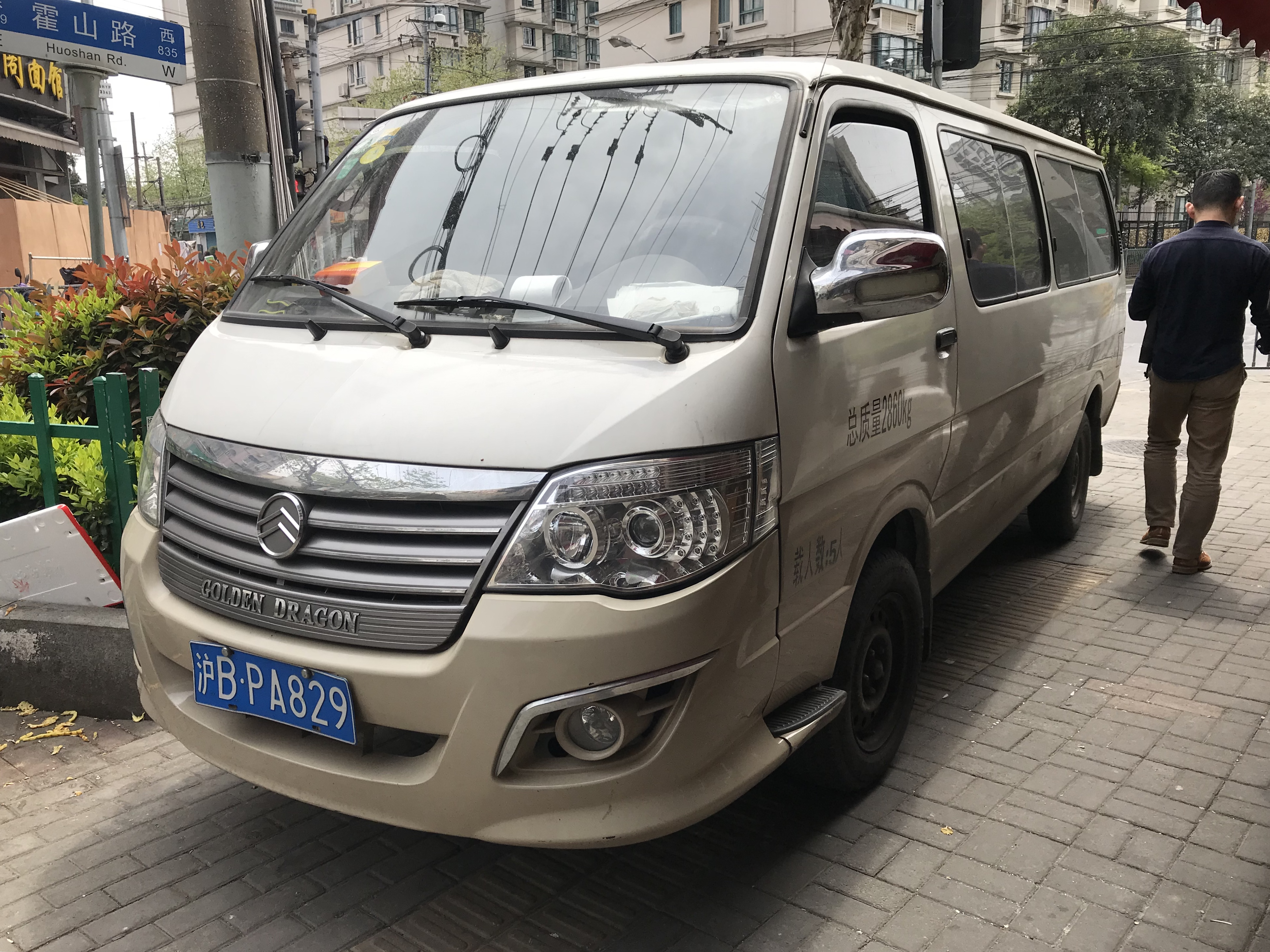
Golden Dragon Haise.

- Golden Dragon XML6532 (Xiamen Golden Dragon Haice)[3]

## Autocars et bus urbains (marché philippin)
En 2012, Golden Dragon Bus a nommé un nouveau distributeur et assembleur, Trans-Oriental Motor Builders, Inc., situé à Naic, Cavite, aux Philippines.
- XML6127 "Marcopolo II"
  - Série I - utilise des phares Golden Dragon XML6103 «Phoenix» à l'avant et à l'arrière
  - Série II - utilise des phares Golden Dragon XML6957 «Snow Fox» à l'avant, XML6103 / XML6127J6 à l'arrière
  - Série III - utilise des phares Golden Dragon XML6122 "Triumph" à l'avant et à l'arrière
- XML6127 "Marcopolo"
- XML6103 "Marcopolo II"
  - Série I - utilise des phares Golden Dragon XML6103 «Phoenix» à l'avant et à l'arrière
  - Série II - utilise des phares Golden Dragon XML6957 «Snow Fox» à l'avant, XML6103 / XML6127J6 à l'arrière
  - Série III - utilise des phares Golden Dragon XML6122 "Triumph" à l'avant et à l'arrière
- XML6102 "Splendour"
- XML6125J28C "Chuanliu"
- XML6129J18 "Navigator"